# همایش بین‌المللی اسپرانتوی ایران
همایش بین‌المللی اسپرانتوی ایران یا کنگرهٔ بین‌المللی اسپرانتوی ایران که گردهمائی اسپرانتودانان عمدتاً ایرانی است، هرساله توسط انجمن اسپرانتوی ایران در یکی از شهرهای ایران برگزار می‌شود.
نخستین همایش بین‌المللی اسپرانتوی ایران با موضوع «اسپرانتو، زبان ایده و ایده‌آل» در فروردین‌ماه سال ۱۳۹۳ در هتل شهر تهران، و با شرکت بیش از ۱۰۰ اسپرانتودان ایرانی و خارجی برگزار گردید.
هرچند تاریخ زبان بین‌المللی اسپرانتو در ایران بیش از یک قرن عمر دارد- و ایران و اسپرانتودانان‌اش نقش‌های مهمی در پیش‌برد این زبان مشترک جهانی داشته‌اند - با این وجود، همان‌طور که در بالا اشاره شد، نخستین همایش اسپرانتو در ایران تنها در سال ۱۳۹۳ در تهران برگزار شد. درحالی که در همان سال ۱۳۹۳، برای نمونه، ژاپن ۱۰۱امین، انگلستان ۹۵امین، آلمان ۹۲امین، ایتالیا ۸۱امین، اسپانیا ۷۳امین، برزیل ۴۹امین، و مکزیک ۱۴امین کنگرهٔ اسپرانتوی خود را برگزار کردند.
دومین همایش بین‌المللی اسپرانتوی ایران با موضوع «اسپرانتو، گفتگو در گسترهٔ گیتی» در شهریورماه سال ۱۳۹۴ در سرای محلهٔ شهید باقری، واقع در منطقهٔ ۲۲ تهران برگزار شد.